# Sture Stork
Sture Henrik Stork (* 25. Juli 1930 in Saltsjöbaden; † 27. März 2002 in Trångsund) war ein schwedischer Segler.

## Erfolge
Sture Stork, der Mitglied im Kungliga Svenska Segelsällskapet war, nahm an zwei Olympischen Spielen in der 5,5-Meter-Klasse teil. Bei den Olympischen Spielen 1956 in Melbourne war er neben Hjalmar Karlsson Crewmitglied von Skipper Lars Thörn. Die drei Schweden gewannen mit der Rush V drei der sieben Wettfahrten und wurden mit 5527 Punkten vor dem US-amerikanischen Boot um Robert Perry und dem von Jock Sturrock angeführten australischen Boot Olympiasieger. Seine zweite Olympiateilnahme 1964 in Tokio bestritt er ebenfalls als Crewmitglied von Lars Thörn, diesmal neben Arne Karlsson, Hjalmar Karlssons Sohn. Mit der Rush VII mussten sie sich nach zwei ersten und vier vierten Plätzen nur der von Bill Northam gesteuerten Barrenjoey aus Australien geschlagen geben und gewannen somit die Silbermedaille vor der US-amerikanischen Bingo von Skipper John McNamara.
Stork war Bauingenieur und arbeitete für Atlas Copco, unter anderem als Produktionsleiter in Brasilien.